# Centraal-veneuze druk
De centraal-veneuze druk (CVD) is de druk in de centrale aders (venen) van het lichaam, dit in tegenstelling tot de bloeddruk die de druk in de slagaders weergeeft. 
De CVD geeft met name de druk weer van de vena cava superior (bovenste holle ader) en is net iets groter dan de druk in de rechterboezem. De CVD geeft informatie over de pompfunctie van het hart. Als de rechterharthelft het bloed niet goed kan wegpompen naar de longen (bijvoorbeeld bij een vernauwing in de longslagader of longembolie), dan stijgt de CVD. Als er te weinig bloed is om te pompen (bijvoorbeeld bij shock), daalt de CVD.
De CVD kan snel geschat worden met het blote oog of grof gemeten worden met een veneuze boog volgens Lewis-Borst. Voor een precieze meting kan met een CVD-katheter in de vena cava superior de CVD direct gemeten worden. Dit gebeurt bijvoorbeeld op de intensive care of operatiekamer.
Indien de patiënt geen katheter heeft kan de CVD het beste gemeten worden bij een liggende patiënt met het hoofd gedraaid naar links zodat de hals gestrekt is. Vervolgens wordt er gekeken naar de vena jugularis externa in de hals. Deze ader wordt onder de kaak dichtgedrukt en vervolgens naar beneden leeggestreken terwijl hij bij de kaak dichtgedrukt blijft. De vene zal zich automatisch weer deels vullen en de mate van vulling zegt iets over de CVD. Het punt tot waar de vena jugularis weer volloopt is het meetpunt voor de CVD.
Een veneuze boog wordt geplaatst op dit punt en op op de angulus Ludovici (de iets uitstekende knobbel ter hoogte van de aanhechting van de tweede rib op het borstbeen). Op de veneuze boog kan vervolgens de CVD afgelezen worden. 
De CVD wordt als volgt genoteerd: R+/- …cm. 
De normaalwaarde is R-4 tot R-9 cm. 
Een CVD vanaf R = 0 cm is altijd verhoogd. Een R tussen -4 en 0 cm is waarschijnlijk verhoogd.